# Katarina Tekakwitha
Katarina Tekakwitha (Catherine Tekakwitha, Mohawkavški (Irokeški) Ljiljan; Ossernenon, 1657. - Kahnawake, Quebec, 17. travnja 1680.), katolička laikinja, djevica, prva svetica Katoličke Crkve crvene rase.

## Životopis
Njen otac Kenneronkwa, jedan od poglavica plemena Mohawk, bio je poganin, a majka Tagaskouita katolkinja iz plemena Algonquin, koja je u brak dospjela otmicom. Mati joj je bila poučena u vjeri i krštena od strane francuskih misionara u Trois-Rivières, istočno od Montreala u Quebecu. 
Katarinino selo bilo je društveno raznoliko, jer su Mohawki asimilirali zarobljene pripadnike drugih plemena, poglavito Hurone, kako bi nadoknadili gubitke stanovništva uzrokovane europskim bolestima i ratovima. U ranom djetinjstvu, između 5. i 8. god., preživjela je zaraznu bolest boginje, čije je naglo širenje među američkim Indijancima u to vrijeme dovelo do dramatičnog pada njihove populacije; iz razloga što domoroci nisu imali razvijen imunitet na ovu bolest, za razliku od kolonizatora. Od epidemije su joj preminuli otac, mati i brat pa je postala siroče. Bolest joj je ostavila i poteškoće s vidom te ožiljke zbog kojih je glavu često pokrivala ogrtačem. Nakon smrti roditelja skrb o njoj preuzeo je njen ujak, poglavica klana Kornjača plemena Mohawk, kojem je pripadala po irokeškom matrilinearnom rodovskom sustavu.
Prisiljena pobjeći iz svoga sela zbog neprijateljstva koje je osjećala u okolini u kojoj živi zbog svoje katoličke vjere, te kako bi izbjegla namješteni brak, sklonila se u jednom kanadskom plemenu u blizini Montreala, u kojemu je potom cijeli svoj život posvetila Isusu. Krštena je na Uskrs, 18. travnja 1676. Misionar Lamberville zaključio je da je pripravna za krštenje. Ovo je značajno zbog toga što su isusovci običavali pridržavati krštenje obraćenika sve do smrtne postelje ili dok ne bi sa sigurnošću zaključili da će katekumen ostati predan vjeri. Na krštenju je dobila ime Katarina, kojemu je bilo istovjetno ime Kateri u kulturi Mohawka, kojoj je pripadala. 
U vrijeme oko Velikog tjedna 1679. njeni prijatelji primijetili su kako slabi. Kada su uvidjeli da joj je preostalo malo vremena, žitelji sela su se okupili, predvođeni svećenicima Chauchetièreom i Cholenecom, koji joj je podijelio bolesničko pomazanje. Preminula je na Veliku Srijedu, 17. travnja 1680. oko 15 sati, u dobi od 24 godine, u naručju prijateljice Marije Terezije. Chauchetière je zabilježio da su joj posljednje riječi bile "Isuse, volim te." Nakon što je izdahnula, okupljeni su uočili fizičku promjenu na njenom licu. Cholenec je zapisao da su u roku od oko 15 minuta nestali ožiljci koje je imala. Također, spominje se da se ukazala troje pojedinaca u tjednima koji su slijedili; svojoj voditeljici Anastasiji Tegonhatsiongo, prijateljici Mariji Tereziji Tegaiaguenta i ocu Chauchetièreu.  
Pripisuje joj se niz čudesnih ozdravljenja. Proces njezine kanonizacije započeo je papa Ivan Pavao II. još 1980. godine, kada je proglašena blaženom. Papa Ivan Pavao II. odabrao ju je za zaštitnicu Svjetskoga dana mladeži godine 2002. održanoga u Torontu. Papa Benedikt XVI. proglasio ju je svetom 21. listopada 2012.
Tekakwitha je postala zaštitnica ekologije, prirode i okoliša. Činjenica da ju Crkva proglašava svetom za Indijance iz Sjeverne Amerike i Kanade koji su stoljećima trpjeli zbog kolonizacije i oduzimanja svih njihovih terena i šuma je priznavanje tih plemena i njihova bogatstva, istaknuo je o. Paolo Molinari, postulator postupka za kanonizaciju, u razgovoru za Radio Vatikan.
Za mnoge katolike Tekakwitha je uzor za neodustajanje od kršćanstva bez obzira na isključivanje iz društva jer nikada nije dopustila da joj iščezne vjera unatoč progonu iz svoje okoline.
S povijesnog gledišta, Tekakwithain život fascinantan je jer o njemu ima mnogo zapisa. Ona je najbolje dokumentirana individua indijanskog podrijetla s područja Sjeverne i Južne Amerike u doba početnog kontakta kolonizacije. Najpoznatije čudo po zagovoru Svete Katarine je izlječenje dječaka Jakea Finkbonnera iz Washingtona, koji se borio s bakterijom koja doslovno jede meso. Liječnici su prognozirali smrt kroz nekoliko tjedana. Predviđanja za ozdravljenje bila su toliko loša da su njegovi roditelji počeli razmišljati o donaciji organa. Naposljetku, obitelj je s relikvijom Tekakwithe koju je držala na prsima sina, započela moliti. Infekcija se prestala širiti. Jake je prisustvovao kanonizaciji Tekakwithe 21. listopada 2012.

## Poveznice
- Sveti Ivan Diego (Indijanac iz Meksika kojem se ukazala Gospa od Guadalupe)